# Verbum Domini
Verbum Domini (Paraula del Senyor) és una exhortació apostòlica del papa Benet XVI que defensa que l'Església catòlica s'hauria d'apropar a la Bíblia. Es va emetre després de la XII Assemblea General ordinària del Sínode de Bisbes, convocat el 2008 per parlar de "La Paraula de Déu en la Vida i Missió de l'Església." Verbum Domini porta la data del 30 de setembre de 2010, el dia de Tiberi de St. Jerome, el patró d'estudis Bíblics.